# Ottis Toole
Ottis Elwood Toole, född 5 mars 1947 i Jacksonville, Florida, död 15 september 1996, var en amerikansk seriemördare, kannibal och psykopat.

## Biografi

### Barndom
Ottis Elwood Toole föddes den 5 mars 1947 i Jacksonville i Florida. Hans alkoholiserade far lämnade familjen när Ottis var liten, och mamman var psykiskt sjuk. Hans syster ska ha utnyttjat honom sexuellt och brukade klä honom i kvinnokläder.
Ottis mormor var en satanist och kallade honom ofta för "Djävulsbarnet". Ibland väckte hon honom mitt i natten och tog med honom till olika gravplatser där hon sedan tvingade honom att gräva upp och stjäla kranier och benknotor som hon skulle använda i sina ritualer och besvärjelser.
Han hade en mycket trasslig och förvirrad barndom under fruktansvärda förhållanden precis som sin framtida parhäst Henry Lee Lucas, och kom att utveckla en psykotisk och genomgående elak personlighet. Han rymde hemifrån vid ett flertal tillfällen, men kom alltid tillbaka. I sin ungdom brukade han roa sig med att tända eld på övergivna hus i grannskapet.
Med sin ovanligt låga IQ på 75, klassades han som gränsfall till efterbliven och slutade skolan i åttonde klass. Han kunde knappt läsa eller skriva.

### Ottis och Henry
Ottis växte upp till att bli en lösdrivare. Under 1974 drev han omkring i väststaterna där han krävde fyra offer. Sent på året 1976 när Ottis var 29 år träffade han den enögda, 40-åriga seriemördaren Henry Lee Lucas på ett soppkök i Jacksonville. De åt tillsammans och utbytte gräsliga historier om sina erfarenheter som mördare. De talade även varmt om en framtid då de kanske skulle mörda tillsammans. De kommande sex och ett halvt åren var Henry och Ottis nära vänner och färdkamrater som krävde sina offer längs vägen när de drog från stad till stad genom landet.
Många av deras offer var liftare som de plockade upp utmed vägen. När de behövde pengar eller mat rånade de bensinmackar. Två år efter att de hade träffats flyttade Henry in hos Ottis och hans familj i Jacksonville. Där träffade han Ottis' systerdotter, Frieda Powell. Han blev långsamt förälskad i den lite efterblivna tolvåriga flickan som kallade sig Becky.
År 1979 blev Ottis och Henry anlitade av ett takföretag i Jacksonville, som hette Southeast Color Coat. De var duktiga på att arbeta när de väl var där, men uteblev ofta från jobbet när de var ute och letade efter nya mordoffer.
Två år senare, i maj, avled Ottis mamma och systern Drusilla med bara några månaders mellanrum. Systern dog av en förmodad avsiktlig överdos, och modern dog i lunginflammation. På nätterna besökte Ottis kyrkogården där modern låg begravd, och sov vid hennes grav. Under den här perioden var han djupt deprimerad och började dricka mycket och använda droger.
Becky förflyttades snart till ett ungdomshem. Henry hjälpte henne så småningom att fly och hon följde med honom längs vägen, på flykt undan rättvisan. Eftersom Henry ville ha flickan för sig själv lämnade han Ottis hemma i Jacksonville. När myndigheterna kom och letade efter Becky i januari 1982, flydde hon med Henry till Kalifornien. Från Kalifornien tog sig Becky och Henry vidare till Stoneburg i Texas. Becky började längta hem i augusti, och de valde att lifta mot Florida igen.
Den 23 augusti campade de i Denton i Texas. Under kvällen började de gräla och Becky slog till Henry i ansiktet. Han högg ihjäl henne ögonblickligen och styckade sedan hennes kropp, efteråt grävde han ner kroppsdelarna i skogen och återvände till Stoneburg. Becky var bara 15 år när hon dog. Dagen därpå förklarade han i tårar att Becky hade "gett sig av" med en lastbilschaufför.

### Bekännelser
Den 11 juli 1983 arresterades Henry i Stoneburg, Texas för olaga innehav av en pistol. Under de kommande tolv månaderna började han erkänna fler och fler mord.
Vid ett tillfälle hävdade han att han och Ottis tillsammans hade mördat över 300 personer, men det mest troliga är att han ljög och tog på sig skulden för en massa mord han inte begått för att försöka framstå som en av historiens värsta seriemördare. Det egentliga antalet mordoffer beräknas vara mellan 50 och 75 personer. Han berättade även att Ottis brukade äta delar av deras offer ibland.
Henry blev slutligen dömd för elva mord och dömdes till livstids fängelse. Den 13 mars 2001 avled han i sin cell i Texas av en hjärtattack.
Ottis dömdes för sex mord, varav ett av offren blev innebränd när Ottis hade eldat upp hans hus. Han dömdes först till dödsstraff, men detta sänktes senare till livstids fängelse och den 15 september 1996 dog han i sin cell av en leversjukdom.

## Kända offer
- Okänd kvinna – en okänd kvinna kidnappades och ströps i Williamson County, Texas i oktober 1979. Hennes kropp hittades naken och stympad den 31 oktober 1979, det enda klädesplagg hon bar var ett par orangefärgade strumpor. Toole hade hjälpt Henry Lee Lucas att genomföra mordet.
- Adam Walsh – den sexåriga pojken kidnappades från ett köpcenter i Hollywood, Florida den 27 juli 1981. Adams avhuggna huvud hittades i en kanal i Vero Beach, Florida två veckor senare den 10 augusti 1981. Resten av kroppen har aldrig hittats. Toole sades vara den troliga mördaren 27 år efter Adams död.
- George Sonnenberg – 64-årig man från Jacksonville, Florida låstes in i sitt hus och dog när hans hus sattes i brand den 12 januari 1982.
- Ada Johnson – 19-årig kvinna sköts till döds i sitt hus i Tallahassee, Florida den 5 februari 1983.